# Jacques Logie
Jacques Logie (Lovanio, 22 settembre 1938 – Placenoit, 4 settembre 2007) è stato un politico, magistrato e storico belga.

## Biografia
Il padre, ufficiale, combatté durante la prima guerra mondiale e fece parte della Resistenza belga durante la seconda guerra mondiale.
Era dottore in diritto, laureato in diritto internazionale ed in giornalismo (Université libre de Bruxelles), e dottore in lettere (Paris Sorbonne-Paris IV, 1995), titolo conseguito con una tesi intitolata "Magistrati, corti e tribunali in Belgio durante il regime francese".
Comincia la carriera di avvocato presso il barreau di Bruxelles e di Nivelles. È consigliere comunale e poi scabino a Plancenoit dal 1970 al 1974. Diviene poi vicepresidente del tribunale del commercio di Bruxelles. Nel 2000 reintraprende la carriera politica e diviene consigliere comunale per il Movimento Riformatore a Lasne. Crea, in seguito, una lista dissidente, Alternative libérale lasnoise (Alternativa liberale di Lasne), con Roland Zanasi, del quale conduce la lista alle elezioni comunali del 2006. Viene così eletto consigliere comunale.
È conosciuto per le sue pubblicazioni storiche, principalmente sulla rivoluzione belga del 1830 e sulla battaglia di Waterloo. È stato presidente della camera provinciale della Commissione reale dei monumenti, siti e scavi archeologici della Vallonia e membro del comitato scientifico incaricato di occuparsi della riabilitazione del sito della battaglia di Waterloo.

## Pubblicazioni

### Opere in cui Jacques Logie figura come unico autore
- 1830 : de la régionalisation à l'indépendance, Parigi, Duculot, 1980.
- Waterloo : l'évitable défaite, Paris-Gembloux, Duculot, 1984.
- Les magistrats des cours et des tribunaux en Belgique, 1794-1814 : essai d'approche politique et sociale, Ginevra, Librairie Droz, 1998.
- Napoléon, la dernière bataille, Bruxelles, Racine, 2002.
- Waterloo : la campagne de 1815, Bruxelles, Racine, 2003.
- Waterloo. De la bataille à la légende, in Napoléon I, senza numero, giugno 2007.

### Opere in cui Jacques Logie figura come coautore
- J. Logie, A. Bruyants, J.-H. Pirenne e P. de Callatay, Waterloo, la campagne de 1815, Bruxelles, Crédit Communal de Belgique, 1990.

### Opere postume
- J. Logie, Les grands notables du premier empire dans le département de la Dyle, Fontes bruxellae, 2013 (Prefazione di Jean-Pierre Nandrin).